# Raheem Sterling
Raheem Shaquille Sterling (n. 8 decembrie 1994, Kingston, Jamaica) este un fotbalist britanic liber de contract, care joacă pe post de extremă. Pe plan internațional, are prezențe la națională pentru Anglia U16⁠(d), Anglia U17⁠(d), Anglia U19⁠(d), Anglia U-21⁠(d) și Anglia.
Între 2012–2015 Raheem Sterling a jucat la FC Liverpool. În iulie 2015, el s-a transferat la Manchester City contra unei sume de 44 milioane de lire sterline, cu un adaos viitor potențial de 5 milioane £, devenind al șaptelea cel mai scump fotbalist din toate timpurile, cel mai scump fotbalist englez din toate timpurile și al doilea cel mai scump fotbalist (în lire sterline) transferat între două cluburi din Premier League (dar cel mai scump în euro). A semnat cu Manchester City un contract pe cinci ani.

## Legături externe
Materiale media legate de Raheem Sterling la Wikimedia Commons
- Profilul lui Raheem Sterling pe site-ul clubului Liverpool F.C.
- Raheem Sterling – pe site-ul UEFA
- Raheem Sterling la Soccerbase
- Raheem Sterling pe site-ul FIFA (arhivat)